# Thắng Lộc
Thắng Lộc là một xã thuộc tỉnh Thanh Hóa, Việt Nam.
Được thành lập ngày 16 tháng 6 năm 2025 theo Nghị quyết số 1686/NQ-UBTVQH15 của Ủy ban Thường vụ Quốc hội trên cơ sở toàn bộ diện tích tự nhiên và quy mô dân số của các xã Xuân Lộc, Xuân Thắng thuộc huyện Thường Xuân, xã Thắng Lộc chính thức hoạt động từ ngày 1 tháng 7 cùng năm.
Xã Thắng Lộc có diện tích tự nhiên 73,75 km², quy mô dân số năm 2024 là 8.893 người, mật độ dân số đạt 121 người/km².